# Synagris abyssinica
Synagris abyssinica är en stekelart som först beskrevs av Félix Édouard Guérin-Méneville 1848.  Synagris abyssinica ingår i släktet Synagris och familjen Eumenidae.

## Underarter
Arten delas in i följande underarter:
- S. a. albofasciata
- S. a. emarginata